# Cromie McCandless
Cromie McCandless (Belfast, 16 gennaio 1921 – 17 gennaio 1992) è stato un pilota motociclistico britannico.

## Carriera
Il nome di McCandless appare per le prime volte negli albi d'oro del Manx Grand Prix dal 1947, con la prima vittoria che risale al 1949; dal 1950 è invece passato a competere nelle gare "maggiori" del Tourist Trophy.
Per quanto riguarda le competizioni del motomondiale già risultano delle sue partecipazioni alla prima edizione del 1949 ma senza raggiungere risultati che gli permettessero di risultare nelle classifiche iridate di fine anno.
I primi risultati che gli hanno consentito di ottenere punti risalgono al motomondiale 1951 dove appare nelle classifiche sia della classe 125 che della classe 500. In 125 ha gareggiato con una Mondial ottenendo il suo primo successo in occasione del Tourist Trophy e posizionandosi al 3º posto nella classifica generale.
Nella 500 ha utilizzato invece una Norton, stessa motocicletta che aveva usato due anni prima e che ha usato per parte della stagione successiva.
Nel 1952 si è aggiudicato un secondo gran premio, in questo caso il Gran Premio motociclistico dell'Ulster della 500 alla guida di una Gilera, e si è classificato al nono posto nella classifica iridata.
Al di là delle competizioni motociclistiche, Cromie è ricordato insieme al fratello Rex per aver contribuito allo studio di un telaio particolare per motociclette che verrà utilizzato dalla Norton per la produzione di modelli famosi come la Norton Manx

## Risultati nel motomondiale

### Classe 125
| 1951 | Classe | Moto    |   |    |   |    |   |    |    |   | Punti | Pos. |
| ---- | ------ | ------- | - | -- | - | -- | - | -- | -- | - | ----- | ---- |
| 1951 | 125    | Mondial | - | NE | 1 | NE | - | NE | NE | 4 | 11    | 3º   |

| 1952 | Classe | Moto    |    |   |   |    |   |   |   |   | Punti | Pos. |
| ---- | ------ | ------- | -- | - | - | -- | - | - | - | - | ----- | ---- |
| 1952 | 125    | Mondial | NE | 4 | - | NE | - | - | - | - | 3     | 12º  |

| Legenda | 1º posto        | 2º posto            | 3º posto            | A punti      | Senza punti        | Grassetto – Pole position Corsivo – Giro più veloce |
| Legenda | Gara non valida | Non qual./Non part. | Ritirato/Non class. | Squalificato | '-' Dato non disp. | Grassetto – Pole position Corsivo – Giro più veloce |

### Classe 350
| 1950 | Classe | Moto   |   |  |  |  |  |  |  |  | Punti | Pos. |
| ---- | ------ | ------ | - |  |  |  |  |  |  |  | ----- | ---- |
| 1950 | 350    | Norton | 8 |  |  |  |  |  |  |  | 0     |      |

| 1951 | Classe | Moto   |  |  |   |  |  |  |  |  | Punti | Pos. |
| ---- | ------ | ------ |  |  | - |  |  |  |  |  | ----- | ---- |
| 1951 | 350    | Norton |  |  | 7 |  |  |  |  |  | 0     |      |

| Legenda | 1º posto        | 2º posto            | 3º posto            | A punti      | Senza punti        | Grassetto – Pole position Corsivo – Giro più veloce |
| Legenda | Gara non valida | Non qual./Non part. | Ritirato/Non class. | Squalificato | '-' Dato non disp. | Grassetto – Pole position Corsivo – Giro più veloce |

### Classe 500
| 1949 | Classe | Moto   |  |  |  |  |   |  |  |  | Punti | Pos. |
| ---- | ------ | ------ |  |  |  |  | - |  |  |  | ----- | ---- |
| 1949 | 500    | Norton |  |  |  |  | 6 |  |  |  | 0     |      |

| 1950 | Classe | Moto   |   |  |  |  |  |  |  |  | Punti | Pos. |
| ---- | ------ | ------ | - |  |  |  |  |  |  |  | ----- | ---- |
| 1950 | 500    | Norton | 8 |  |  |  |  |  |  |  | 0     |      |

| 1951 | Classe | Moto   |  |  |   |  |  |  |  |  | Punti | Pos. |
| ---- | ------ | ------ |  |  | - |  |  |  |  |  | ----- | ---- |
| 1951 | 500    | Norton |  |  | 3 |  |  |  |  |  | 4     | 13º  |

| 1952 | Classe | Moto            |  |   |  |  |  |   |  |  | Punti | Pos. |
| ---- | ------ | --------------- |  | - |  |  |  | - |  |  | ----- | ---- |
| 1952 | 500    | Norton e Gilera |  | 6 |  |  |  | 1 |  |  | 9     | 9º   |

| Legenda | 1º posto        | 2º posto            | 3º posto            | A punti      | Senza punti        | Grassetto – Pole position Corsivo – Giro più veloce |
| Legenda | Gara non valida | Non qual./Non part. | Ritirato/Non class. | Squalificato | '-' Dato non disp. | Grassetto – Pole position Corsivo – Giro più veloce |